# Companyia General de Tabacs de Filipines

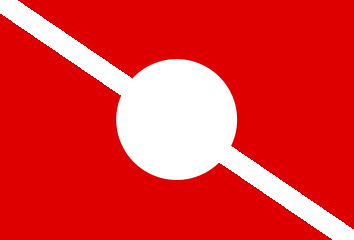
Darrera bandera dels vaixells de transport marítim de la companyia.

La Companyia General de Tabacs de Filipines va ser una empresa espanyola fundada el 1881 per Antoni López i López a Barcelona. L'objecte social de l'empresa, era sobretot el cultiu, compra, fabricació, venda i explotació de tabacs de les Filipines, encara que va ampliar els seus horitzons més enllà del tabac.

## Activitats
Principalment, les seves activitats van ser:
- La recol·lecció, tractament i venda de tabac, ja sigui en branca o tractat.
- La creació de factories per al comerç d'importació.
- El transport naval de mercaderies.[1]
- L'explotació forestal, a partir de 1892.
- El sucre i la distribució d'alcohol, a partir de 1893.
- La copra, que s'obtenia de cocos assecats al sol i a foc, dels quals s'obtenia un greix molt preuat per a l'elaboració de sabons.
- L'abacà. Una planta semblant al plàtan bananer de la qual s'obtenia una fibra elàstica més resistent que el cànem en mullar-se en aigua salada.
- El maguei. Semblant a abacà

L'empresa va participar en altres activitats motu proprio com van ser la creació de la xarxa elèctrica de Manila o de la xarxa de tramvies de la mateixa ciutat.
Atenent a la distribució, la Companyia operava en tres mercats: el peninsular; l'europeu, comerciant amb països com Regne Unit, Alemanya, Països Baixos i Portugal; i el mercat de les Filipines, resta d'Àsia i Oceania.

## Llegat
La Comissió Nacional Històrica de les Filipines va posar una placa al carrer Romualez d'Ermita, Manila el 1951. La placa elogia l'empresa per l'important paper que va exercir en el desenvolupament econòmic a les Filipines i el tracte just de la companyia als seus treballadors. També pren nota que la reconstrucció de la seva oficina central després de la Segona Guerra Mundial simbolitza el ressorgiment de l'empresa com a actor clau en el progrés del país. A la Companyia se li atribueix haver organitzat la major col·lecció filipiniana adquirida pel Govern de les Filipines.
|  |  |